# Slovenia International 1994
Die Slovenia International 1994 im Badminton fanden im Oktober 1994 statt.

## Sieger und Platzierte
| Disziplin    | Gold                                 | Silber                                | Bronze                               |
| ------------ | ------------------------------------ | ------------------------------------- | ------------------------------------ |
| Herreneinzel | Jürgen Koch                          | Thomas Wapp                           | Hannes Fuchs                         |
| Herreneinzel | Jürgen Koch                          | Thomas Wapp                           | Fernando Silva                       |
| Dameneinzel  | Irina Serova                         | Sandra Dimbour                        | Christelle Mol                       |
| Dameneinzel  | Irina Serova                         | Sandra Dimbour                        | Elena Denisova                       |
| Herrendoppel | Fernando Silva Ricardo Fernandes     | Lawrence Chew Si Hock Jorge Rodríguez | Christian Nyffenegger Thomas Wapp    |
| Herrendoppel | Fernando Silva Ricardo Fernandes     | Lawrence Chew Si Hock Jorge Rodríguez | Rémy Matthey de l’Etang Stephan Wapp |
| Damendoppel  | Svetlana Alferova Elena Denisova     | Andrea Dakó Adrienn Kocsis            | Yvonne Naef Santi Wibowo             |
| Damendoppel  | Svetlana Alferova Elena Denisova     | Andrea Dakó Adrienn Kocsis            | Urša Jovan Maja Pohar                |
| Mixed        | Artur Khachaturyan Svetlana Alferova | Jorge Rodríguez Santi Wibowo          | Denis Peshehonov Mateja Slatnar      |
| Mixed        | Artur Khachaturyan Svetlana Alferova | Jorge Rodríguez Santi Wibowo          | Lawrence Chew Si Hock Yvonne Naef    |